# Robert Andersson
Robert Theodor Andersson (Estocolmo, 18 de octubre de 1886-Estocolmo, 2 de marzo de 1972) fue un jugador de waterpolo, nadador y saltador de trampolín sueco.

## Biografía
Pertenecía a una familia de grandes deportistas junto con sus hermanos Selma Andersson, Adolf Andersson y Erik Andersson.

## Clubes
- Stockholms KK ( Suecia)

## Títulos
Como saltador:
- Clasificatorias en plataforma en los juegos olímpicos de Estocolmo 1912
- 4.º en plataforma en los juegos olímpicos de Londres 1908
- 7.º en plataforma en los juegos olímpicos de Atenas 1906

Como nadador:
- 9.º en 100 libres en los juegos olímpicos de Atenas 1906
- Clasificatorias en 100 libres en los juegos olímpicos de Londres 1908
- Clasificatorias en 400 libres en los juegos olímpicos de Londres 1908
- 4.º en 4x200 libres en los juegos olímpicos de Amberes 1920

Como jugador de la selección sueca de waterpolo:
- Medalla de bronce en los juegos olímpicos de Amberes 1920
- Medalla de plata en los juegos olímpicos de Estocolmo 1912
- Medalla de bronce en los juegos olímpicos de Londres 1908